# W imieniu armii
W imieniu armii (ang. The Messenger) – amerykański film niezależny z 2009 roku w reżyserii debiutanta Orena Movermana.
Premiera obrazu miała miejsce 19 stycznia 2009 roku podczas 2009 Sundance Film Festival. W tym samym roku film był prezentowany w konkursie głównym 59. MFF w Berlinie, gdzie otrzymał Srebrnego Niedźwiedzia za najlepszy scenariusz.

## Opis fabuły
Tytułowy "messenger", czyli "posłaniec" w imieniu sekretarza armii Stanów Zjednoczonych przekazuje wskazanemu członkowi rodziny żołnierza wiadomość o tragicznym wypadku. Zadanie przekazywania tragicznych informacji powierzono dwóm wojskowym − kapitanowi Tony'emu Stone'owi (Woody Harrelson) oraz sierżantowi Willowi Montgomery'emu (Ben Foster). Muszą oni śpieszyć się, aby tragiczne wiadomości przekazać rodzinom zanim dowiedzą się z telewizji, okazując przy tym dużo taktu, smutku i zrozumienia. Są często narażeni na oskarżenia i gwałtowną przemoc, mimo to wykonują swoje zadanie z należytym szacunkiem. Wojskowi zaprzyjaźniają się ze sobą. Pewnego dnia sierżant Montgomery zakochuje się we wdowie, Olivii Pitterson (Samantha Morton).

## Obsada
- Ben Foster – sierżant sztabowy Will Montgomery
- Woody Harrelson – kapitan Tony Stone
- Steve Buscemi – Dale Martin
- Jena Malone – Kelly
- Samantha Morton – Olivia Pitterson
- Yaya DaCosta – Monica Washington
- Eamonn Walker – podpułkownik Stuart Dorsett
- Peter Francis James – dr Grosso

i inni

## Nagrody i nominacje
Oscary 2009
- nominacja: najlepszy scenariusz oryginalny − Alessandro Camon i Oren Moverman
- nominacja: najlepszy aktor drugoplanowy − Woody Harrelson

59. Międzynarodowy Festiwal Filmowy w Berlinie
- Srebrny Niedźwiedź za najlepszy scenariusz − Alessandro Camon i Oren Moverman
- Peace Film Award − Oren Moverman

Złote Globy 2009
- nominacja: najlepszy aktor drugoplanowy − Woody Harrelson

Independent Spirit Awards 2009
- najlepsza drugoplanowa rola męska − Woody Harrelson
- nominacja: najlepsza drugoplanowa rola żeńska − Samantha Morton
- nominacja: najlepszy debiut − Oren Moverman, Mark Gordon, Lawrence Inglee i Zach Miller
- nominacja: najlepszy scenariusz − Alessandro Camon i Oren Moverman

Nagroda Satelita 2009
- nominacja: najlepszy film dramatyczny
- nominacja: najlepszy aktor drugoplanowy − Woody Harrelson

Nagroda Gildii Aktorów Filmowych 2009
- nominacja: najlepszy aktor drugoplanowy − Woody Harrelson